# Anakonda žlutá
Anakonda žlutá (Eunectes notaeus) je had patřící do čeledi hroznýšovitých. Žije v Jižní Americe a dorůstá délky kolem 3,5 metrů. Anakonda žlutá není jedovatá, ale ve svém sevření má obrovskou sílu.

## Popis
Obývá tropické pralesy a téměř nikdy se nevzdaluje daleko od vody. Dává přednost stojaté, nebo líně tekoucí vodě, velmi hojná je v záplavových oblastech. V době, kdy bažiny a řeky vysychají, upadá do stavu jakési strnulosti. Výborně plave, ve vodě vyvine značnou rychlost a obrovskou sílu. Na souši se pohybuje pomalu.

## Chov
Pro anakondu zařizujeme co největší nádrž se silnou větví a velkým vyhřívaným bazénem, neboť tento had tráví většinu času ve vodě. Teplotu 26–32 °C udržujeme po celých 24 hodin. 
Chovem se zabývá Zoo Hluboká nad Vltavou, na Slovensku Zoo Košice.
V minulosti pak dlouhá léta Zoo Plzeň a na Slovensku Zoo Bojnice , která dosáhla v roce 1972 prvoodchovu v evropskych zoo.

## Potrava
Loví kapybary, aguti a mladé tapíry. Ráda však chytá i vodní ptáky a jsou známé i případy, že uchvátila a pak pohltila mladého kajmana. Jsou zaznamenány i ojedinělé případy, kdy anakonda pokládala za svou kořist i člověka. Téměř ve všech případech šlo o menší děti.

## Mláďata a rozmnožování
Po zhruba 7–9měsíční březosti rodí samice 15 až 35 živých mláďat, dlouhých 45–70 cm. Jsou velmi čilá a loví hned drobné hlodavce a malé ptáky.